# Delissea
- Commons
- Wikispecies

Delissea é um gênero botânico pertencente à família Campanulaceae.